# Кухня корё-сарам

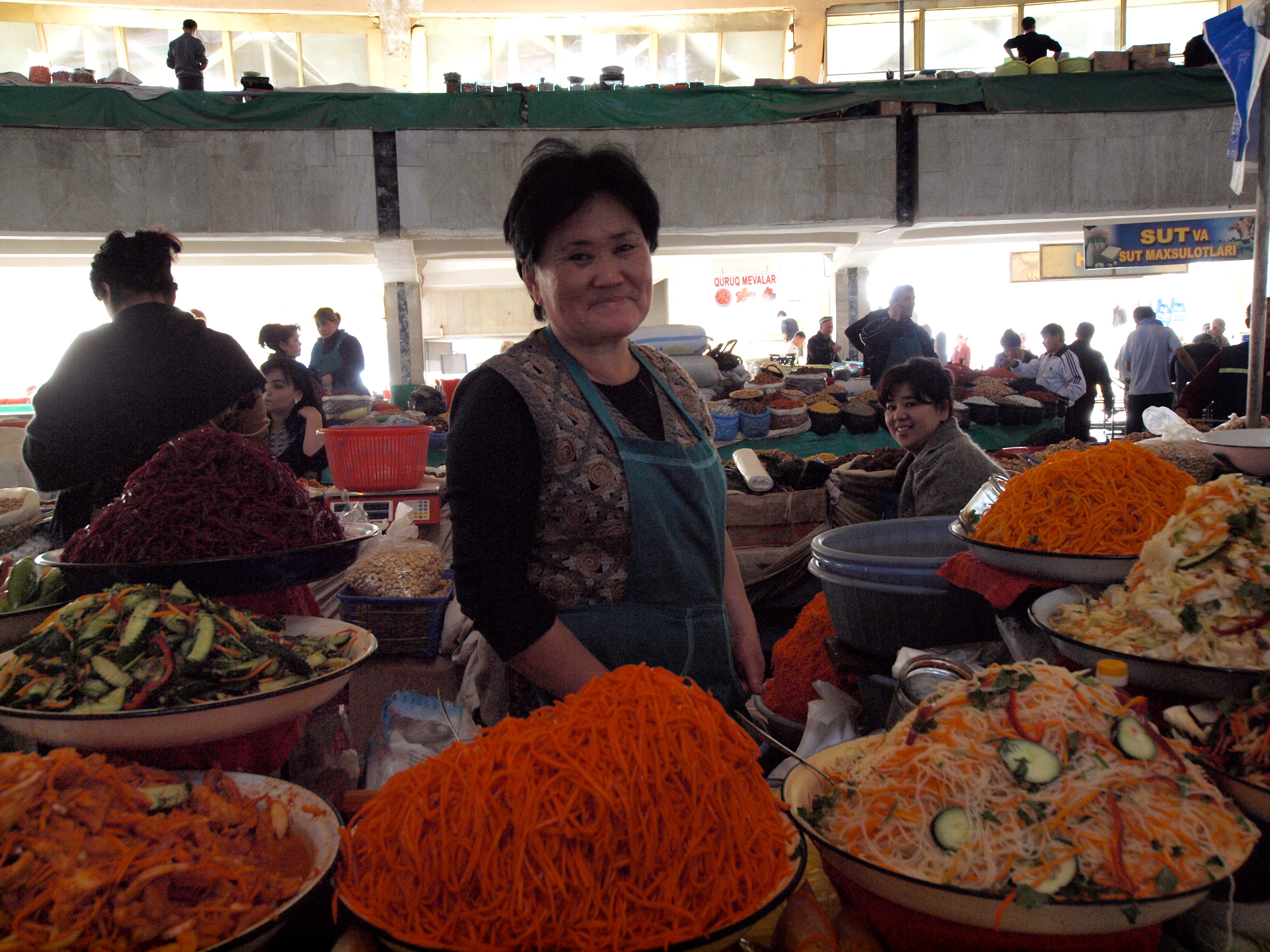
Примеры блюд кухни корё-сарам на рынке в Ташкенте (Узбекистан): морковь по-корейски (в центре), фунчоза (справа)

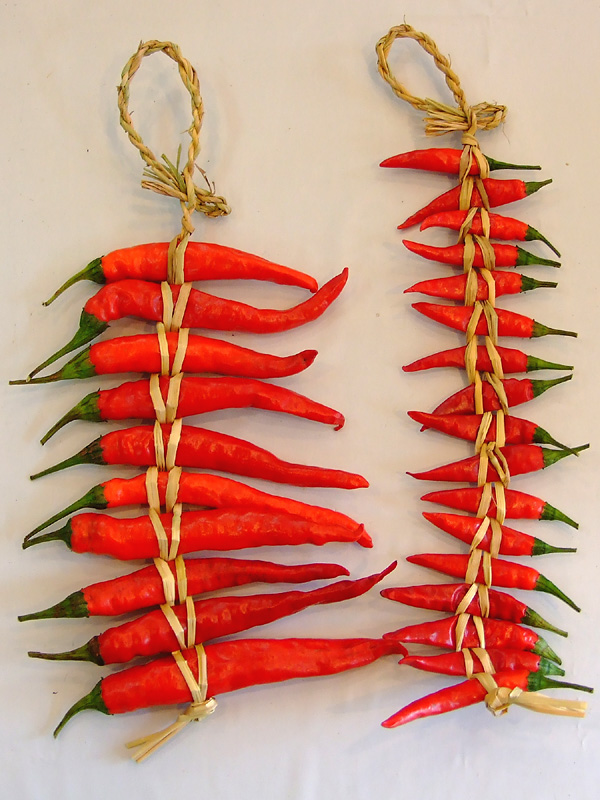
Кочхи

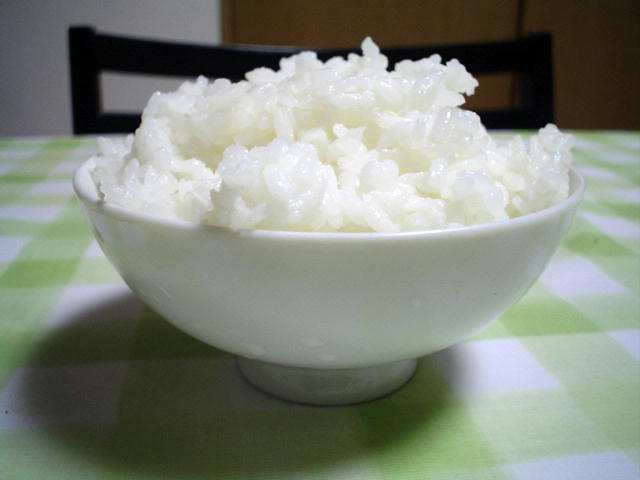
Паби

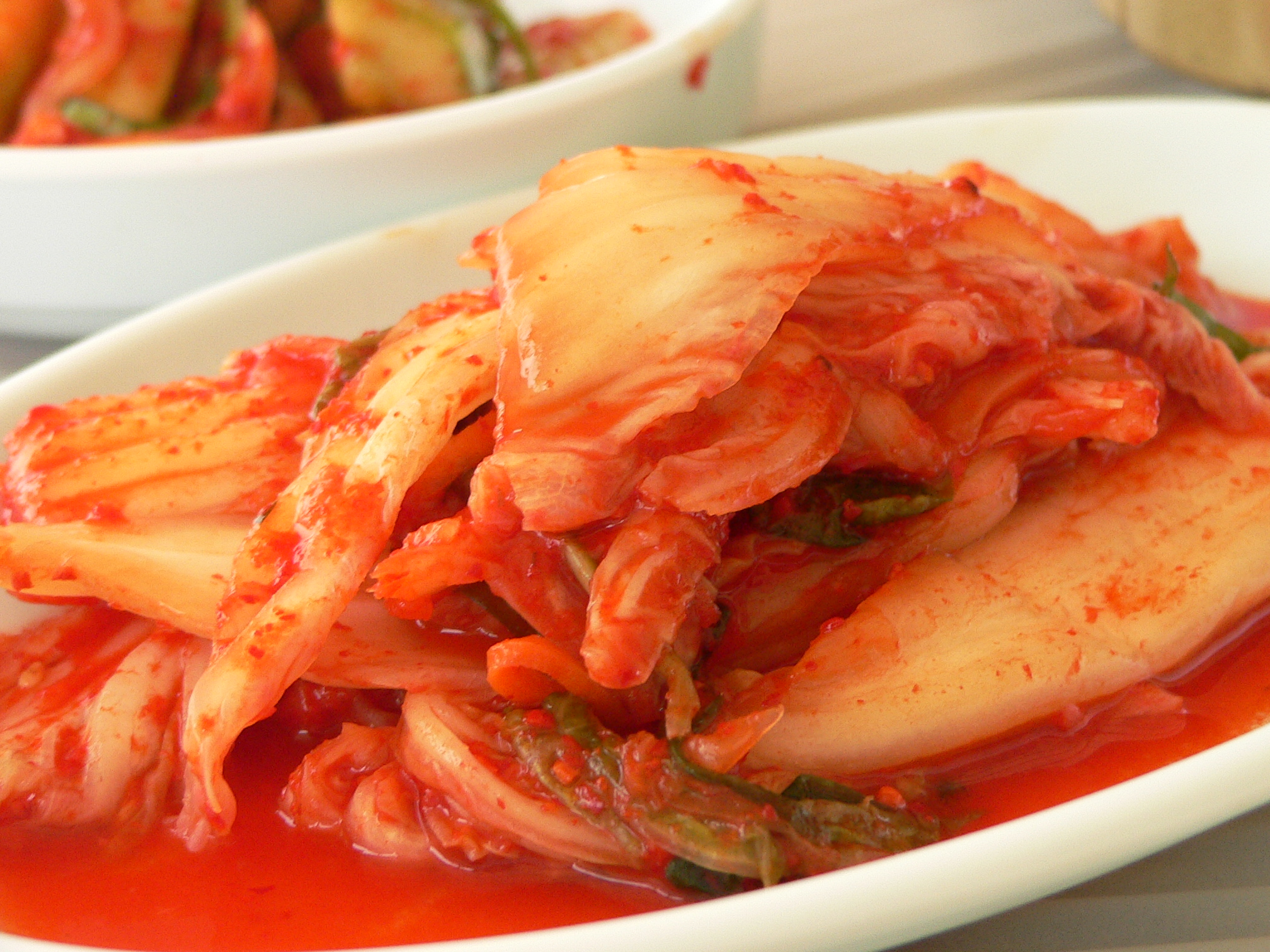
Чимчи

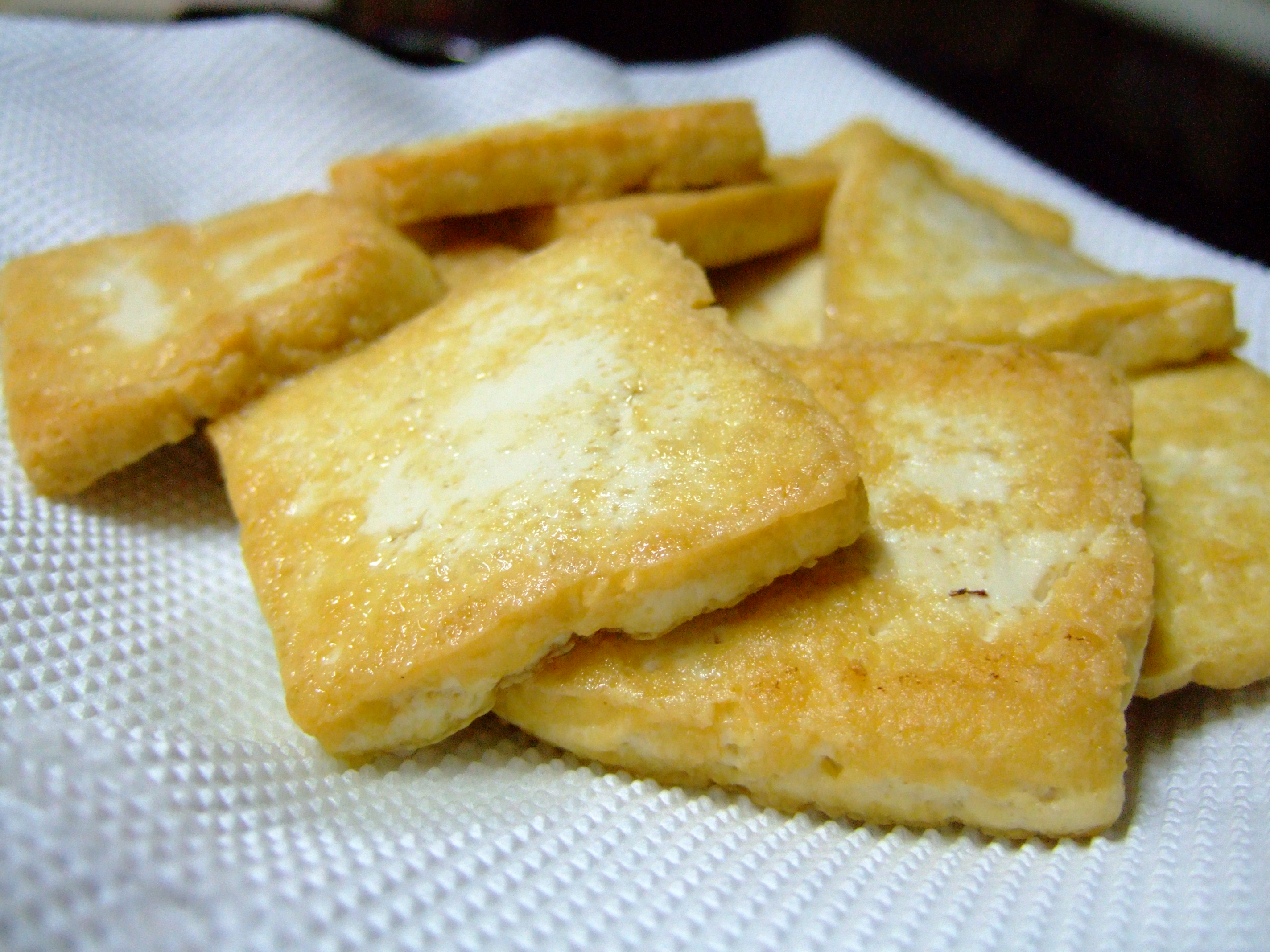
Жареное тыби

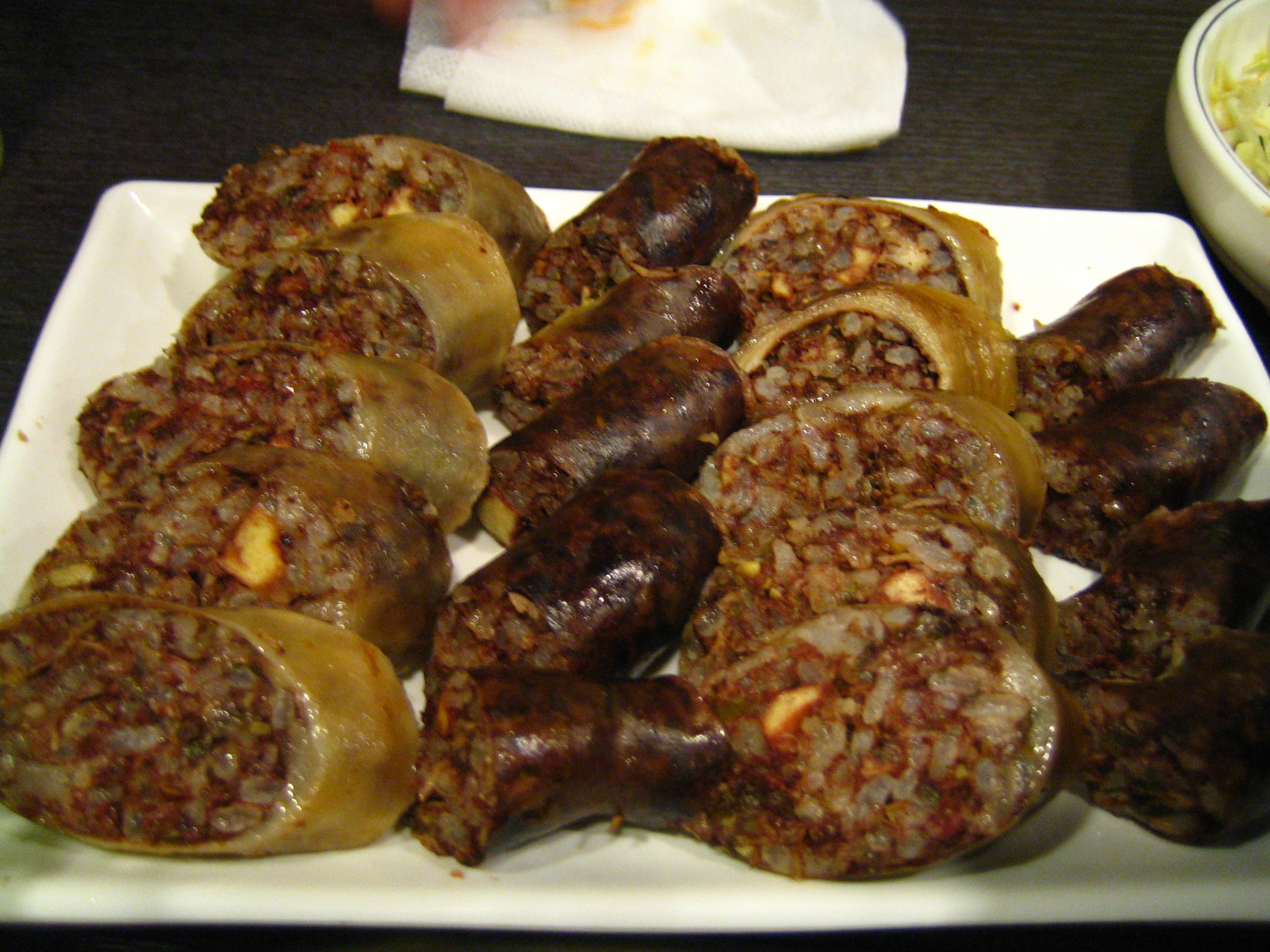
Сундя

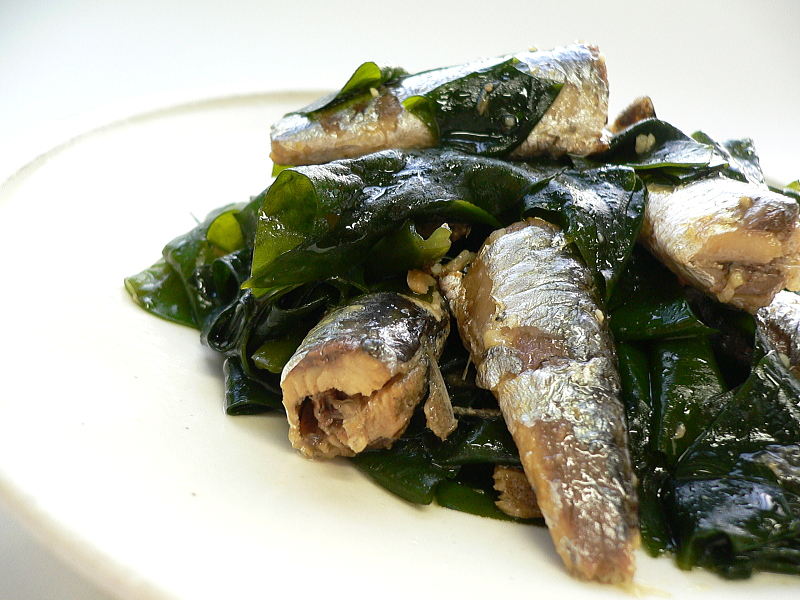
Меги ча

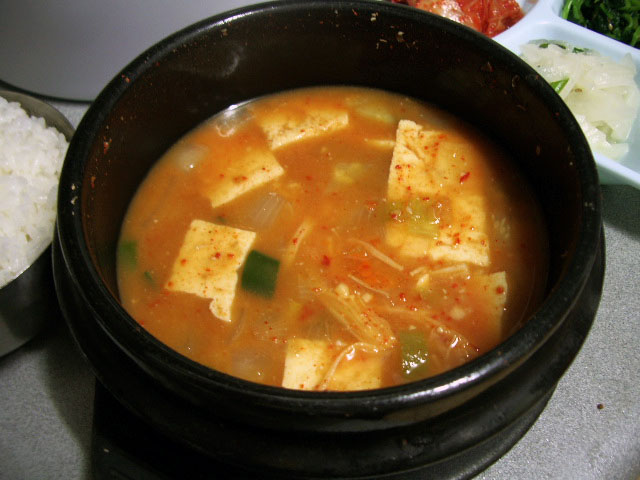
Пуктяй

Кухня корё сарам — традиционная кухня этнических корейцев, проживающих на постсоветском пространстве (советские корейцы).
Основа кухни корё-сарам — видоизмененные блюда корейской кухни, приготовленные из доступных в России и постсоветском пространстве ингредиентов. В то же время, дома корё-сарам употребляют многие блюда русской и узбекской кухонь, приготавливая их особыми способами, зачастую отличными от канонических: например, в борщ может добавляться паби (варёный рис), а в плов — кандяй (соевый соус). Некоторые блюда являются уникальными, не встречаясь ни в Корее, ни у других народов бывшего СССР, например, морков-ча; названия исконно корейских блюд на диалекте корёмари могут также сильно отличаться от их названий в нормативном корейском — ср. пуктяй и кор. твенджан-ччигэ.

## Супы
- Куксу (или Кукси; 국수/국시) — лапша с овощами и мясом в специальном холодном или горячем бульоне.
- Сиряк-тямури (시락장물) — травяной суп с мясом в бульоне из соевой пасты (в Южной Корее — 시래기된장국).
- Нянгуги (냉국) — (дословно: холодный суп) вид окрошки
- Каргуги (칼국) — нарезанная толстыми полосками лапша в горячем курином или свином бульоне (в Южной Корее — 칼국수).
- Тэдэкуги (뜨더국/뜨덕국) — галушки. Рецептура приготовления как и у каргуги, только тесто не режется, а разрывается на небольшие клецки (в Южной Корее — 수제비).
- Меги-тямури (멕장물) — суп из морских водорослей с соевой пастой. Традиционно употребляется в день рождения (в Южной Корее — 미역국)
- Пуктяй (북장/北醬 «соевая паста по-провинции Хамгёндо») — густой суп из соевой пасты, аналог южнокорейского твенчжан ччиге (в Южной Корее — 된장찌개)
- Кягуги — суп из собачьего мяса. Употребляется с большим количеством всевозможных пряностей, тиби и рисом.

## Салаты
- Камди-ча (감지채) — салат из нарезанной соломкой картошки.
- Мегича (매기채) — салат из морских водорослей.
- Косарича (고사리채) — салат из папоротника.
- Кадича (가지채) — салат из тушенных баклажанов.
- Кочуип (고추잎) — салат из засоленных листьев перца.
- Чиргумча (질굼채) — салат из пророщенных бобов.
- Ве-ча (왜채) — салат из жареных огурцов с мясом.
- Марков-ча (마르꼬프채) — морковь по-корейски.
- Фунчоза — салат из лапши с овощами, специями и иногда мясом.

## Хе и панчан
- Панчани (반찬) — традиционно маринованная сырая рыба с редькой; это похоже на рыбное блюдо под названием блюдом «качами-сикхэ/가자미 식해» в провинции Хамгёндо
- хе (회) — маринованная рыба с овощами, в основном с нашинкованной морковью.
- Тигабихе — маринованная требуха
- Кяхе (개회)
- Чимчи (짐치) — квашенная пекинская капуста с добавлением большого количества перца

## Мучные изделия
- Пянсе (или Пегодя) — пирожки, приготовленные на пару, с начинкой из тушёной капусты, лука и кусочков мяса
- Кадюри — хворост

## Изделия из риса
- Чапсари — разновидность риса, традиционно употребляемого на корейском полуострове. отличается повышенным содержанием клейковины.
- Сирэтэги (시르떠기) — рисовый хлеб (в Южной Корее — 시루떡).
- Чартоги (찰떠기) — битый рисовый хлеб (в Южной Корее — 찰떡).
- Чинпени — рисовые оладьи, приготовленные на пару
- Тюги — густая похлебка из риса, зачастую с добавлением соевого соуса
- Камачи — подгоревший по краям посуды при готовке рис

## Изделия из сои
- Кандяй (тирэ) — соевый соус с добавлением душистого и красного перца, уксуса, кориандра и т. д.
- Тубу (드비) — соевый творог.
- Кумури — соевая посыпка
- Тяй — традиционная соевая паста коричневого цвета, сделанная из соевых бобов.
- Муль-ёси — сладкий сироп.

## Другое
- Камди пегодя — паровые пирожки из крахмальной муки.
- Партёги — варёные свиные ножки.
- Сями — аналог самгепсаль из свежих листьев салата (пурги) с начинкой из риса, мяса и тяя и т. д.
- Сундэ — кровяная колбаса.
- Пибими — варёный рис, смешанный с приправами и нарезанными овощами (свежими и маринованными).

## Напитки
- Сури (수우리) — традиционная рисовая водка (в Южной Корее — 술).
- Камди (감지) — слабоалкогольный напиток из рисового отвара, южнокорейский вариант камчу/감주 (сладкое вино), а также 식혜.

## Зелень
- Сиряги (시래기) — засушенная пекинская капуста (в Южной Корее — 시래기).
- Ёмдя (염지) — джусай (в Южной Корее — 부추).

## Приправы
- Кочи-карги (고치깔기) — молотый красный перец (в Южной Корее — 고춧가루).
- Санче-карги — молотый кориандр.
- Тиби — острая приправа из перца и растительного масла.
- Кяси (깨지) — семена кунжута (в Южной Корее — 깨 или 들깨).